# Threticus tortuosus
Threticus tortuosus är en tvåvingeart som först beskrevs av Duckhouse 1971.  Threticus tortuosus ingår i släktet Threticus och familjen fjärilsmyggor. Inga underarter finns listade i Catalogue of Life.